# Maďarská invaze na Podkarpatskou Rus
Maďarská invaze na Podkarpatskou Rus (resp. Karpatskou Ukrajinu) je málo známým střetem československých jednotek (československé armády) s hlavně maďarskými jednotkami o Podkarpatskou Rus v březnu 1939. Tento boj skončil až osm dní po obsazení Čech a Moravy německou armádou (wehrmachtem).

## Pozadí konfliktu
Po první světové válce vznikl samostatný československý stát. Jeho součástí se stala i Podkarpatská Rus, která do té doby byla součástí Uherska. Uhersko (nyní Maďarsko) se se ztrátou Podkarpatské Rusi a jiných území (mimo jiné Slovenska) nechtělo smířit. To vedlo k válce s Československem, kterou Maďarsko prohrálo. Následná trianonská smlouva Maďarsko připravila o celých 71,5 % jeho území před válkou. To bylo rozděleno mezi státy sousedící s tehdejším Maďarským královstvím (tedy i Československo). Maďarsko považovalo smlouvu za nespravedlivou a snažilo se o její revizi. Výsledkem bylo spojenectví Maďarska s nacistickým Německem.
V roce 1938 Maďarsko využilo mnichovské krize a začalo také klást Československu územní požadavky. Od 10. října 1938 na Podkarpatské Rusi působily teroristické oddíly Rongyos Gárda (též Szabadcsapatók) cvičené v Maďarsku. Jejich úkolem bylo provádět záškodnickou činnost na jihu a Podkarpatské Rusi a také Slovenska.
2. listopadu 1938 došlo v návaznosti na Mnichovský diktát k arbitrážní konferenci ve Vídni. Podle jejího rozhodnutí muselo Československo odevzdat Maďarskému království jižní část Slovenska (10 390 km2 území s 854 218 obyvateli) a jih Podkarpatské Rusi s Užhorodem, Mukačevem a Berehovem (první a druhá arbitráž). Maďarsku na Podkarpatské Rusi připadlo území o rozloze 1 523 km2 se 173 233 obyvateli. Jednalo se o nejúrodnější části země s vinicemi, ovocnými sady, tabákovými a kukuřičnými plantážemi. Hlavním městem zbytku Podkarpatské Rusi se musel stát Chust. Přerušena byla hlavní železniční trať od Čopu na východ. Boje na Podkarpatské Rusi však pokračovaly dál, např. 19. prosince zaútočily oddíly Rongyos Gárda a maďarské armády na Slanec. Boj si vyžádal jednoho mrtvého a několik zraněných příslušníků Stráže obrany státu. Celkem v roce 1938 zahynulo na Podkarpatské Rusi 14 příslušníků československých bezpečnostních jednotek.
K prvnímu střetu v roce 1939 došlo 6. ledna u Mukačeva. Tento střet stál život 4 československé vojáky a 1 příslušníka finanční stráže. Maďaři přiznali smrt 9 mužů. Konflikty pokračovaly až do 14. března 1939 kdy zahájila maďarská armáda invazi.

## Průběh bojů

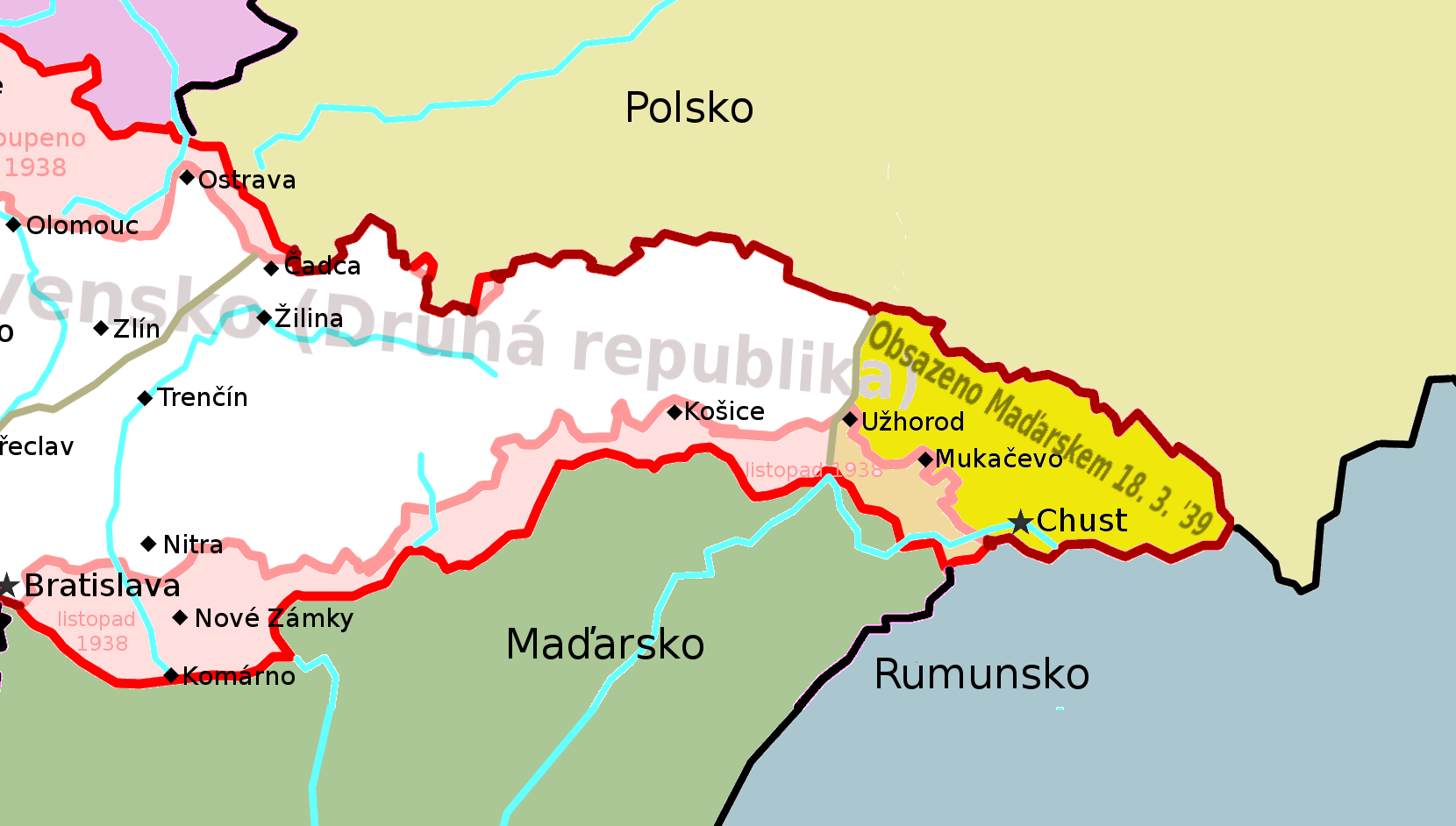
Karpatská Ukrajina 1938–1939

14. března ráno zahájila maďarská armáda útok na Podkarpatskou Rus. Brzy narazila na tuhý odpor československých jednotek. Ve stejný den došlo k vyhlášení Slovenského státu. Tím byly československé jednotky na Podkarpatské Rusi odříznuty od zbytku Československa, které bylo další den obsazeno Německou armádou. Jediná podpora ze strany Slovenska, které se českým jednotkám na Podkarpatské Rusi dostalo, byla rota šesti tanků vz. 35 a dvou nákladních automobilů se zásobami a zapřaženými protitankovými děly. Situaci českých jednotek ztěžovalo i to, že vypuklo na Podkarpatské Rusi povstání místních nacionalistů tzv. Sičovců, kteří chtěli, po vzoru Slovenska, vyhlásit samostatný stát. Ti se sice další den oficiálně přidali na stranu Čechů, přesto stále docházelo k boji mezi Čechoslováky a Sičovci.
15. března 1939 je pak vyhlášena nezávislá republika Karpatská Ukrajina. Nově zvolený prezident Karpatské Ukrajiny Augustin Vološin posílá do Bukurešti telegram a požaduje vojenské obsazení země a zřízení rumunského protektorátu. Na tento telegram však nikdo neodpovídá. Ozbrojenou složkou karpatské Ukrajiny se stala Karpatská Sič.
Maďaři svůj útok zesílili a velitel obránců Podkarpatské Rusi, generál Svátek, ve shodě s předchozími pokyny nařídil Podkarpatskou Rus opustit. Ústup probíhal na Slovensko, do Rumunska a do Polska. Ústup komplikovali kromě maďarských jednotek i ukrajinští teroristé, kteří přepadávali ustupující československé jednotky. Do bojů se na československé straně zapojují i civilisté. Maďaři mají na své straně i sousední Polsko, jehož Freikorps po celou dobu akcí Maďarské armády prováděl malé teroristické akce. Později se do bojů zapojila přímo polská armáda, která obsadila sever Podkarpatské Rusi.
16. března Maďaři obsadili Chust a 17. března byla většina jednotek již stažena. 18. března zaniká republika Karpatská Ukrajina. 21. března přechází oddíl vojáků bránících Bočkov (Velký Bočkov) do Rumunska. Šlo o poslední československé vojáky na Podkarpatské Rusi, ale poslední boje utichnou až 23. března.

## Ztráty

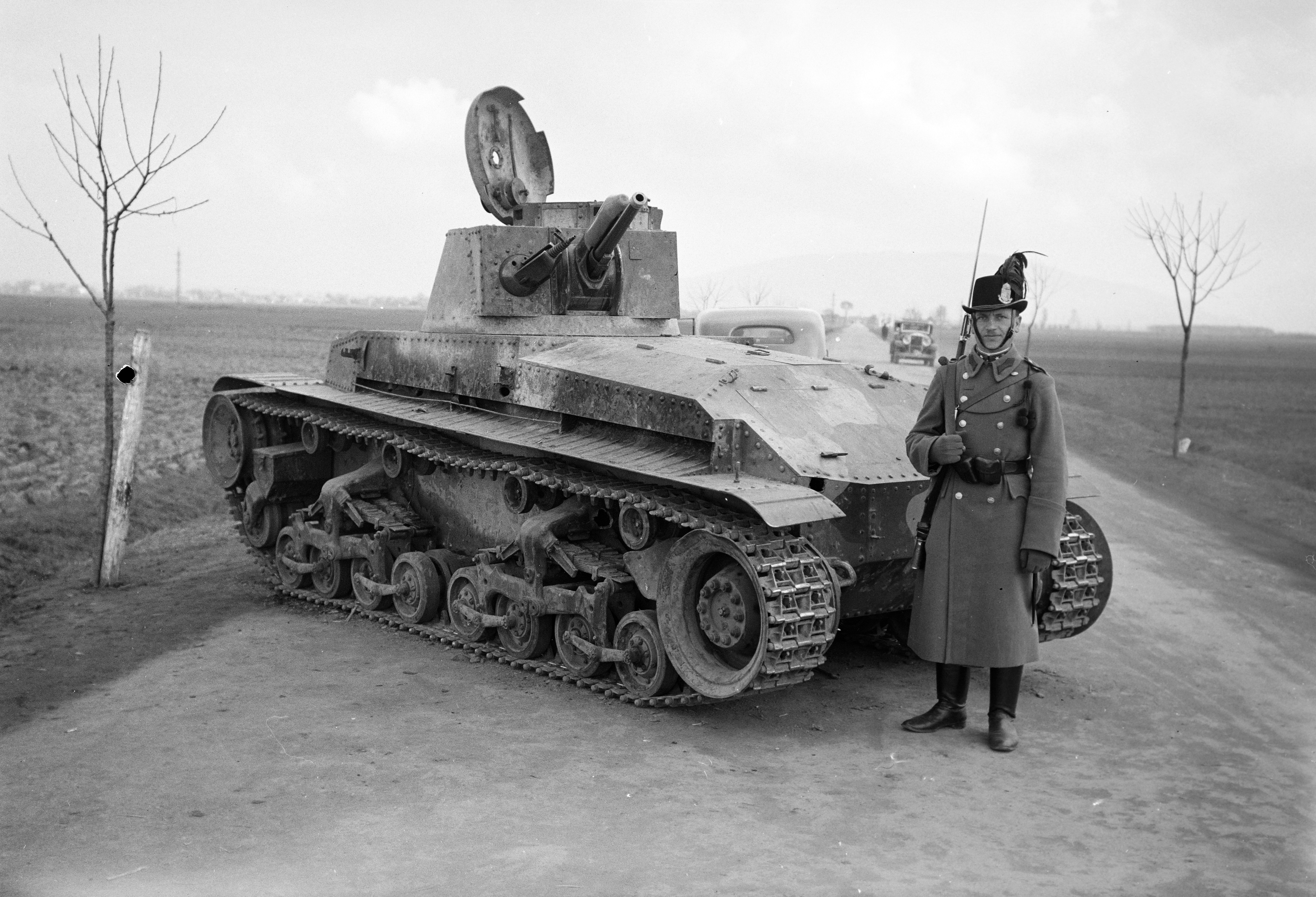
Poškozený a Maďary ukořistěný československý LT vz. 35

Maďaři přiznali 72 mrtvých, 2 nezvěstné a 240 zraněných. Tyto počty bývají zpochybňovány a historici se spíše kloní k 200 mrtvým a několika stům raněným Maďarům.
Pokud jde o československé ztráty. Bývá uváděno 120 raněných, ale odhady počtu mrtvých se různí. Nejčastěji bývá uváděno 40 mužů. Další zdroje uvádí 16 nebo 70 mrtvých.
Karpatská Sič ztratila 1500 mužů, ale ne všichni padli v boji. Mnozí byli popraveni[kým?] bezprostředně po něm.

## Po boji
Maďaři nazvali nově obsazené území Karpátalja a úřední řečí se stala maďarština společně s rusínštinou. Okamžitě byly zahájeny popravy příslušníků Siče. V několika dalších týdnech zahynulo společně se stovkami nacionalistů celkem 4 500 Ukrajinců. V koncentračních táborech a vězeních zahynuly během celé okupace tisíce zdejších lidí. Již 23. března Maďarsko zahájilo další válku, tentokrát proti Slovensku.
Díky společné polsko-maďarské hranici přijalo Maďarské království po začátku druhé světové války na své území více než 100 000 polských uprchlíků. Někteří z nich v zemi zůstali, část pokračovala přes Jugoslávii dále na západ.
Po druhé světové válce se Podkarpatská Rus stala součástí Sovětského svazu.